# Солоная (приток Вятки)

Солоная — река в России, протекает в Нагорском районе Кировской области. Устье реки находится в 956 км по правому берегу реки Вятки. Длина реки составляет 30 км, площадь водосборного бассейна 206 км².
Исток реки у деревни Назаровцы (Мулинское сельское поселение) в 17 км к северо-востоку от города Нагорск. Река течёт на юго-восток, затем на юг по ненаселённой местности. Впадает в Вятку ниже посёлка Дубровка. Ширина реки у устья — 12 метров.

## Притоки (км от устья)
- 3,6 км: река Талица (пр)
- река Козуля (пр)
- 16 км: река Трубная-Солоная (лв)
- река Щеголиха (пр)

## Данные водного реестра
По данным государственного водного реестра России относится к Камскому бассейновому округу, водохозяйственный участок реки — Вятка от истока до города Киров, без реки Чепца, речной подбассейн реки — Вятка. Речной бассейн реки — Кама.
По данным геоинформационной системы водохозяйственного районирования территории РФ, подготовленной Федеральным агентством водных ресурсов:
- Код водного объекта в государственном водном реестре — 10010300212111100030597
- Код по гидрологической изученности (ГИ) — 111103059
- Код бассейна — 10.01.03.002
- Номер тома по ГИ — 11
- Выпуск по ГИ — 1